# Mari Iyagi
Pour plus de détails, voir Fiche technique et Distribution.
Mari Iyagi (마리 이야기, Mari iyagi, litt. Histoire de Marie) est un long métrage d'animation sud-coréen réalisé par Lee Sung-gang, sorti le 18 janvier 2002. C'est un film en animation traditionnelle 2D mêlé d'éléments en images de synthèse à rendu 2D. Le film évoque les souvenirs d'enfance de deux amis et leurs brefs voyages dans un univers étranges hanté par une jeune fille aux pouvoirs magiques. Mari Iyagi a remporté le Grand Prix du long métrage d'animation au Festival d'Annecy en 2002.

## Synopsis
L'histoire se déroule à Séoul à l'époque contemporaine. Nam-Woo, un jeune employé de bureau, retrouve brièvement Joon-Ho, son ami d'enfance, qui s'apprête à partir à l'étranger pour trois ans. Joon-Ho lui rend un objet insolite : une bille que Nam-Woo avait trouvée pendant son enfance. Nam-Woo se rappelle alors la période de leur enfance où il avait trouvé cette bille. 
C'était peu avant que les amis ne soient séparés pour la première fois, car Joon-Ho était sur le point de partir à Séoul pour ses études. Nam-Woo, accompagné de son chat Yo, et Joon-Ho, allaient régulièrement se promener sur la côte, dans un phare désaffecté. Parmi leurs camarades de classe, il y a Sook, une jeune fille dont Joon-Ho est un peu amoureux et qui est un peu amoureuse de Nam-Woo, sans que celui-ci s'en rende compte. À un moment donné, Nam-Woo découvre dans un magasin une bille vendue parmi d'autres mais qui a une apparence spéciale : elle a un éclat particulier, et on y distingue une forme humaine. C'est à ce moment que des choses étranges commencent à se produire sur la côte et dans le phare. Par moments, Nam-Woo bascule pour quelques minutes dans un autre monde, peuplé de nuages assez fermes pour porter un garçon, d'arbres en forme de coraux, de jungles exotiques, et de gigantesques quadrupèdes couverts d'une fourrure blanche. C'est là que Nam-Woo entrevoit Mari, une fille couverte de fourrure blanche, qui ne parle pas, mais qui lui vient en aide et semble s'attacher à lui peu à peu. Par la suite, Joon-Ho peut accompagner Nam-Woo dans ce monde étrange. Cette période curieuse prend fin le jour où une tempête fait rage sur la côte, menaçant de faire couler le navire de pêche sur lequel travaille le père de Joon-Ho et d'emporter la ville sous un tsunami. Nam-Woo et Joon-Ho s'aventurent jusqu'au phare et tentent d'utiliser la bille de Mari pour le rallumer le temps d'indiquer le chemin du retour aux navires. Personne ne comprend bien ce qui se passe, mais il semble que Mari utilise ses pouvoirs pour sauver la ville, permettant brièvement à tous les citadins d'entrevoir son univers. Lorsque les enfants se réveillent, la ville est sauvée, et la bille de Mari est brisée. 
De retour dans le présent, Nam-Woo contemple la bille brisée et ne se souvient pas bien de ce qui était en jeu à cette époque ; mais des signes permettent de comprendre que l'univers de Mari existe toujours quelque part.

## Fiche technique
- Titre : Mari Iyagi
- Titre original : 마리 이야기 (Mari iyagi)
- Titre anglais : My Beautiful Girl, Mari
- Réalisation : Lee Sung-gang
- Animation : Kim Moon-hee
- Scénario : Kang Su-jeong et Lee Sung-gang
- Production : Cha Seung-jae et Choi Jae-won
- Musique : Lee Byeong-woo
- Photographie : Kwon Geun-wook
- Montage : Park Gok-ji
- Pays d'origine : Corée du Sud
- Langue : coréen
- Format : Couleurs - 1,85:1 - Dolby Surround - 35 mm
- Genre : Animation, drame, fantastique
- Durée : 76 minutes
- Dates de sortie : 18 janvier 2002 (Corée du Sud), 28 mai 2003 (France), 24 septembre 2003 (Belgique)

## Distribution
- Lee Byung-hun (VF : Gwenaël Sommier) : Nam-woo
- Kong Hyung-jin (VF : Gabriel Villenave) : Joon-ho
- Bae Jong-ok (VF : Jade N'Guyen) : la mère de Nam-woo
- Ahn Sung-ki : Kyung-min
- Jang Hang-sun (VF : Pascal Casanova) : le père de Joon-ho
- Na Moon-hee (VF : Claudine Maufrais) : la grand-mère de Nam-woo

## Accueil critique
À sa sortie en France le 28 mai 2003, le film reçoit dans la presse un accueil dans l'ensemble favorable bien que parfois en demi-teinte. Le site Allociné, qui recense treize critiques de presse, confère au film une note de 3,5 sur 5 sur la base de ces critiques, dont six attribuent au film la note de 4 sur 5 et six une note de 3 sur 5, la treizième (Studio Magazine) se contentant d'un 2 sur 5. Dans Télérama, Bernard Génin signe une critique favorable, où il apprécie les graphismes, « mélange subtil de 2D et de 3D, d'hyperréalisme et d'abstraction », l'ensemble composant des « visions superbes, qui font songer à une rencontre de Magritte avec le Douanier Rousseau », tandis que certaines créatures du monde de Mari lui rappellent Mon Voisin Totoro de Hayao Miyazaki. Il loue également l'« équilibre subtil » établi entre des moments d'insouciance calme, des scènes dramatiques et des séquences poétiques, et salue le fait que le film montre la capacité de la Corée du Sud à produire autre chose que des dessins animés commerciaux de commande. Christophe Narbonne, dans Première, conclut que « Mari Iyagi, aussi complexe que métaphorique, confirme que le dessin animé pour adultes a de beaux cellulos devant lui. »
Si les critiques s'accordent sur les qualités graphiques du film, le scénario les divise. Hugo de Saint Phalle, sur Mcinema.com, précise que le film ne s'adresse pas nécessairement à un jeune public : « Les plus jeunes spectateurs risquent d'être vite lassés par ce voyage initiatique, certes très poétique et graphiquement superbe, mais pas toujours palpitant. Paradoxalement, ce voyage animé aux confins de l'enfance est plutôt réservé aux adultes. » Eric Quéméré, dans Zurban, juge que « L'épure très singulière du trait et le charme des protagonistes parviennent même à nous faire oublier les limites d'un scénario malheureusement inabouti. » Thomas Sotinel, dans Le Monde, juge qu'au fil du film « le scénario s'affaiblit pour se transformer en succession de morceaux de bravoure » et que le film semble ne pas bien savoir à quel public il s'adresse. Une critique parue dans Studio Magazine en mars 2007 estime quant à elle que le scénario « se perd (...) dans des digressions inutiles qui perturbent le rythme » et que « malgré quelques séquences touchantes, le film ne parvient jamais à décoller. »

## Récompenses
Mari Iyagi remporte le Grand Prix du Festival international du film d'animation d'Annecy en 2002. 

## Édition en vidéo
Le film a été édité en DVD par Montparnasse vidéo en 2003 ; le DVD comprend la version originale sous-titrée et la version doublée en français. Le seul complément est la bande annonce du film.